# Exeter College (Oxford)

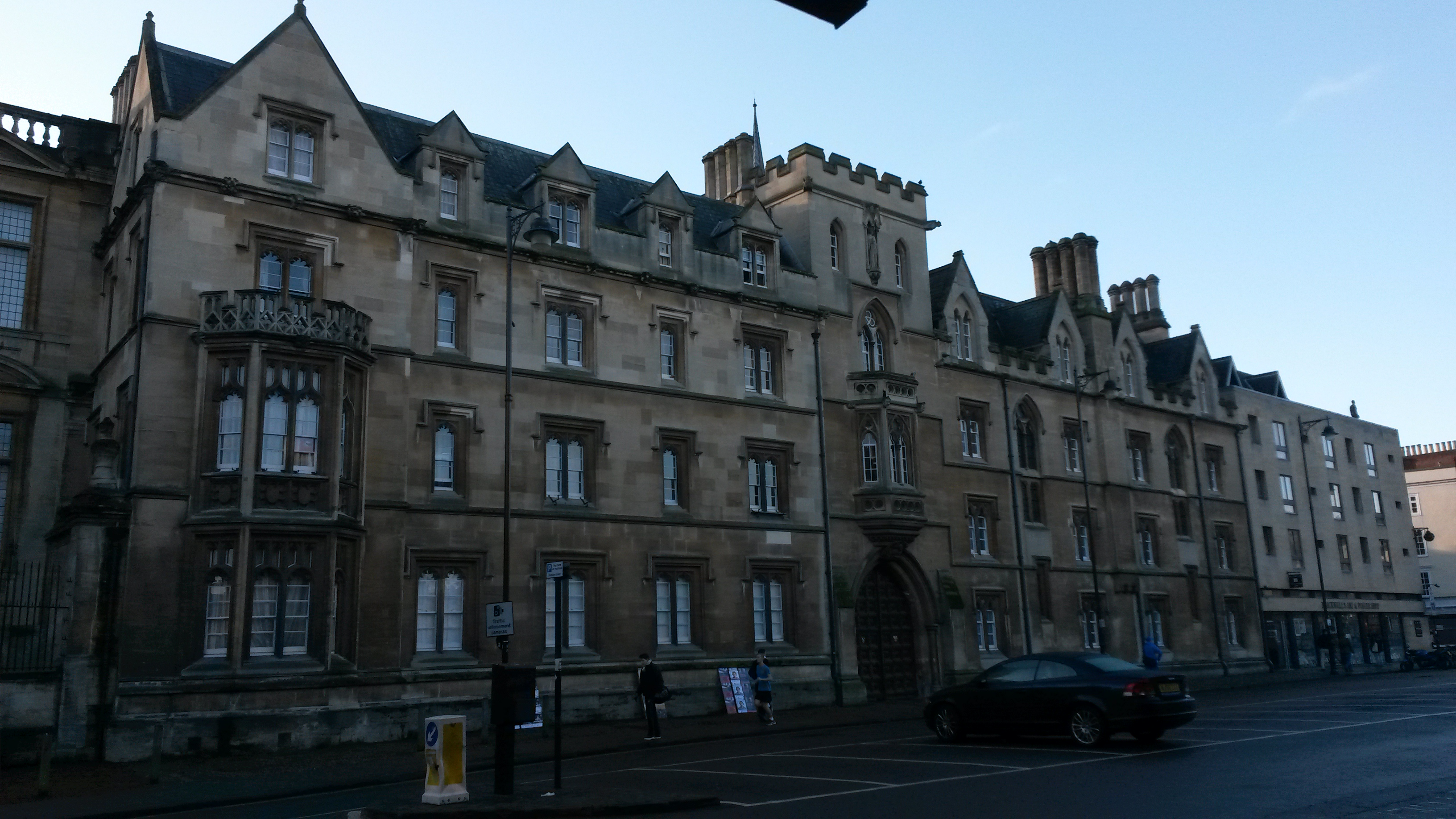
Exeter College

Exeter College, voluit: The Rector and Scholars of Exeter College in the University of Oxford is een van de 39 colleges van de Universiteit van Oxford, gelegen aan Turl Street.
Exeter College werd in 1314 gesticht door de toenmalige bisschop van Exeter, Walter de Stapledon (1261-1326). De meeste gebouwen zijn in de loop der eeuwen vernieuwd. Van het middeleeuwse college resteert slechts de toren op de noordoostelijke hoek, de Palmer's Tower, uit 1432. De neogotische kapel uit 1860, ontworpen door George Gilbert Scott, wordt gezien als een late navolging van de Sainte-Chapelle in Parijs.
Bekende alumni zijn de staatsman Anthony Ashley Cooper (1621-1683), de theoloog en grondlegger van de christensocialistische beweging in Engeland F.D. Maurice (1805-1872), geestelijk vader van de Arts-and-craftsbeweging William Morris (1834-1896), de schrijver (De Hobbit, In de ban van de ring) J.R.R. Tolkien (1892-1973), acteur Richard Burton (1925-1984), de atleet Roger Bannister (1929-2018), acteur Alan Bennett (*1934), schrijver Philip Pullman (*1946) en de filosoof John Gray (*1948)